# Derk Meijer
Derk Meijer (* 12. Mai 1997 in Leidschendam) ist ein niederländischer Hockeytorwart. 2023 war er mit der niederländischen Nationalmannschaft Europameister und 2025 Europameisterschaftszweiter.

## Sportliche Karriere
Derk Meijer spielt seit 2016 beim HC Rotterdam.
2021 debütierte er in der Nationalmannschaft. Er hütete in 24 Länderspielen das Tor.(Stand 17. August 2025) Im August 2023 bei der Europameisterschaft in Mönchengladbach war Stammtorhüter Pirmin Blaak nicht dabei. Maurits Visser spielte in allen fünf Partien und Derk Meijer wurde zweimal kurz vor Schluss eingewechselt. Die Niederländer gewannen im Halbfinale mit 3:2 gegen Belgien und im Finale 2:1 gegen England. Bei den Olympischen Spielen 2025 hütete Blaak das niederländische Tor. Meijer stand als Ersatztorwart bereit. 2025 bei der Europameisterschaft in Mönchengladbach bildeten dann wieder Visser und Meijer das niederländische Torhütergespann. Beide wurden in drei der fünf Spiele eingesetzt, Im Finale gegen die deutschen Herren spielte Meijer durch. Das Spiel wurde erst im Shootout zugunsten der deutschen Mannschaft entschieden, wobei Meijer keinen der vier deutschen Versuche abwehren konnte.